# 蘆名盛隆
蘆名盛隆（1561年—1584年10月6日），日本戰國時期的大名，蘆名氏第十八代的家督，正室是伊達晴宗之女彥姬。

## 略歷
蘆名盛隆為二階堂盛義與阿南姬的長子，為二階堂氏敗於蘆名盛氏後送往蘆名氏的人質。1575年由於盛氏的嫡子蘆名盛興早逝而被蘆名盛氏收為養子，並且娶盛興的遺孀彥姬為妻。蘆名盛氏死後，身為蘆名家養子的蘆名盛隆反而因蘆名家的子嗣年紀太小，而接任蘆名家的家督之職。天正9年（1581年），蘆名盛隆開始派家臣荒井萬五郎與織田信長交涉，信長約定一起夾擊上杉景勝，並同意為盛隆爭取朝廷官位。不久，盛隆派遣家臣金上盛備前往京都，並且饋贈大量禮品（名馬3頭、蠟燭1000挺）給織田信長而取得名門地位（三浦介）。自此以後，盛隆開始與上杉景勝關係疏遠，對於上杉景勝提出夾擊新發田重家的邀請也予以拒絕，甚至派出金上盛備率軍隊支援小田切盛昭（新發田重家部下）守備的赤谷城。
盛隆一直致力於二階堂氏勢力的回復，造成原蘆名氏家臣團的不滿。而上杉景勝為了報復及擾亂蘆名家中，命重臣直江兼續對蘆名家臣富田氏實及新國貞通進行分化工作，因此雖然蘆名盛隆很有政治技巧，但是仍然無法平息家臣團對他的不信任。依據『奧羽永慶軍記』記載，盛隆為人猛勇，但缺乏智慧及仁德；『武功雜記』更記錄他喜好男色。
天正12年（1584年）6月，蘆名盛隆前往參拜出羽三山的東光寺時，家臣栗村盛胤及松本行輔便趁機發動政變奪取黑川城。雖然這次的政變不久就被鎮壓，7月時又鎮壓長沼城城主新國貞通（栗村之父）的叛變。但是同年10月蘆名盛隆仍然在黑川城內被寵臣大庭三左衛門所殺，享年23岁。蘆名盛隆之所以被寵臣殺害，有一說是因為蘆名盛隆過度喜好男色而引發不滿。不過蘆名盛隆死後，蘆名家的實力便進一步衰退。